# Beautiful (singel Snoop Dogga)
Beautiful – singel amerykańskiego rapera Snoop Dogga pochodzący z albumu pt. Paid tha Cost to Be da Boss. Został wydany w styczniu 2003 roku. Gościnnie występuje Pharrell Williams – członek duetu The Neptunes i piosenkarz Charlie Wilson. Do utworu powstał teledysk. Reżyserem został Chris Robinson. Akcja klipu była kręcona w Rio de Janeiro w Brazylii.

## Lista utworów
Opracowano na podstawie źródła.
1. "Beautiful (Radio Edit)" - 4:04
2. "Beautiful (Instrumental)" - 4:21
3. "Ballin' (Clean Version)" - 5:19
4. "Beautiful" (teledysk)

## Notowania
| Notowanie (2003)                     | Najwyższa pozycja |
| ------------------------------------ | ----------------- |
| Australian Singles Chart             | 4                 |
| Austrian Singles Chart               | 64                |
| Danish Singles Chart                 | 14                |
| Dutch Singles Chart                  | 12                |
| French Singles Chart                 | 39                |
| German Singles Chart                 | 27                |
| Irish Singles Chart                  | 41                |
| Italian Singles Chart                | 17                |
| New Zealand Singles Chart            | 4                 |
| Swiss Singles Chart                  | 19                |
| UK Singles Chart                     | 23                |
| U.S. Billboard Hot 100               | 6                 |
| U.S. Billboard Hot R&B/Hip-Hop Songs | 3                 |
| U.S. Billboard Hot Rap Singles       | 3                 |